# Callyna laurae
Callyna laurae is een vlinder uit de familie uilen (Noctuidae). De wetenschappelijke naam van deze soort is voor het eerst geldig gepubliceerd in 1915 door Bryk.
De soort komt voor in tropisch Afrika.